# Nucli antic de Cervià de Ter
El Nucli antic de Cervià de Ter és un conjunt amb elements gòtics i renaixentistes de Cervià de Ter (Gironès) declarada Bé Cultural d'Interès Nacional.

## Descripció
Cervià de Ter, situat en un terreny pla a uns 45 m d'altitud, és una població formada per un nucli antic, d'origen medieval, que va sorgir a partir de l'antic castell i que al llarg del temps es va anar estenent cap a la plana que rega el riu Ter. El conjunt destaca per l'harmonia i la continuïtat de la traça dels seus carrers, illes, places i edificis.
Per les seves característiques morfològiques, urbanístiques, arquitectòniques, constructives i històriques, Cervià de Ter conserva la configuració de l'urbanisme dels nuclis medievals catalans i dels creixements dels segles xvii i XVIII.
El conjunt delimitat conté tots els edificis històrics aglutinats al voltant del castell, els quals són essencialment de l'època medieval i dels segles xviii i xix. Aquests edificis, la trama que els acompanya i la formalització dels espais públics i privats expliquen l'evolució de Cervià de Ter al llarg de nou-cents anys. Han arribat als nostres dies en un bon estat de conservació, de manera que, tot i que han sofert algunes transformacions, permeten fer una lectura clara de la història del municipi.
La delimitació del conjunt té en compte el sistema viari, l'existència de les restes del castell i recinte clos, l'existència del monestir de Santa Maria, els carrers i les construccions medievals i els creixements dels segles XVII, xviii i xix, així com els límits posteriors de les edificacions i de les propietats existents. Aquesta delimitació coincideix, majoritàriament, amb els límits parcel·laris, excepte en aquells casos en què ha estat impossible i s'ha hagut d'ajustar tenint en compte altres paràmetres.
La delimitació s'inicia en el límit nord del castell seguint el traçat del carrer de Silvi Llobet, situat a cota inferior a la del castell. La línia segueix el parcel·lari per anar a trobar Can Fill de Déu i les edificacions situades més a l'extrem est sobre la falda del turó del castell. Aquestes edificacions són majoritàriament antigues i conserven les composicions d'obertures i elements característics, com llindes de pedra treballades, portals adovellats, etc.
A continuació, la delimitació recull les edificacions del carrer del Torrent Anglí. Els immobles de la banda est, amb números senars, tenen una antiguitat heterogènia. Comprèn edificacions de gran antiguitat, i d'altres que, tot i que són de construcció més moderna, mantenen la uniformitat del traçat del carrer. A l'altre costat, amb els números parells, les edificacions són també d'època medieval o lleugerament posterior, on cal destacar el portal de l'antiga muralla i l'edifici El Torrent, ambdós elements declarats BCIN-Monument Històric. El discórrer d'aquest carrer de Torrent Anglí emmarca el límit entre les terres del castell i les del monestir.
A partir de la finca núm. 14 del carrer del Priorat, l'entorn, a més de protegir el conjunt històric, també protegeix el monestir de Santa Maria, declarat BCIN-Monument Històric, ja que s'ha tingut en compte la relació del conjunt amb el monument. La inclusió del monestir permet preservar l'espai entre aquest i el recinte emmurallat; s'inclouen, doncs, totes les finques al voltant del monestir.
Més al sud-est, al voltant del carrer Torroella, s'inclouen en el conjunt històric els edificis entre mitgeres de tipologia i característiques estètiques similars. S'han inclòs dins l'àmbit del conjunt perquè s'ajusten al context històric de les edificacions de Cervià i en reforcen la identitat.
A l'oest del conjunt s'engloben les edificacions que es disposen en el recorregut i al voltant del carrer Girona. Aquestes són d'una tipologia similar a les del Torrent Anglí amb una antiguitat heterogènia sobre un traçat històric. Aquests immobles se situen seguint l'antic camí de Girona a Torroella, que travessava Cervià d'est a oest. Moltes de les actuacions més modernes són reforma d'antigues edificacions. Gran part d'aquest carrer, en el seu costat sud, està format pel tram de muralla més llarg que es conserva.
En aquesta part cal destacar el Mas Can Pellicer al nord del carrer Girona, a la segona travessia de la muralla, i la Torre de Les Hores al final del carrer Girona, situat a la plaça de la Generalitat concretament. Ambdós elements estan declarats BCIN en la categoria de Monument Històric.
Formen part de la trama medieval, i per això s'han inclòs dins l'àmbit del conjunt, les illes formades pel carrer de l'Hospital, on hi havia l'edifici de l'antic hospital (avui ocupat per l'ajuntament), les edificacions al voltant del carrer de l'Església i pel carrer del Castell.
Finalment, al carrer Silvi Llobet, al nord-oest del conjunt, se situa el castell de Cervià, declarat també BCIN-Monument Històric, i origen de la trama urbana medieval posterior.

## Història
De caràcter tradicionalment rural, Cervià de Ter està ben comunicat, la carretera que surt de la N II i va fins a l'Estartit travessa la part més moderna del poble. Juntament amb un nucli històric força interessant, amb una forta empremta medieval, s'ha desenvolupat la zona més moderna amb xalets i cases unifamiliars. El terme municipal està format pel poble de Cervià de Ter i el seu agregat Raset.
Les primeres dades històriques es remunten a l'època romana. L'any 1981 va ser descoberta una vil·la romana, corresponent al s.III aC. L'any 922 ja hi ha notícia del castell de Cervià. Consta documentalment que el comte Ramon Borrell III el cedí a Suñer Llobet, fundador del llinatge dels Cervià. Silvi, fill de Suñer, casat amb Adelaida, funden l'any 1053 el monestir benedictí de Santa Maria de Cervià, la història del qual anirà molt lligada a la del poble.
Els segles xiii i xiv hi ha un seguit de disturbis provocats pels nobles en la seva oposició al poder eclesiàstic. L'any 1467, en esdevenir la guerra civil catalana, la reina Joana Enríquez encomana el castell i el poble de Cervià a Esteve Agramunt mentre duri la guerra. A partir del 1508 apareixen units en un sol senyor els castells de Cervià i de Medinyà a mans de Ramon Xammar, casat amb Narcisa de Cervià. L'arxiduc Carles d'Àustria va crear el 1707 el comtat de Cervià a favor de Ramon de Xammar Meca, el qual anirà passant als seus successors fins al 1812 en que les Corts de Cadis van suprimir els títols jurisdiccionals i el castell fou abandonat. Amb la desaparició dels lligams feudals, arribà un gran creixement agrícola.
Cervià de Ter tingué participació molt activa en les guerres de la Independència i carlins del segle xix.